# Edward Cruz
Pour les articles homonymes, voir Cruz.
Cruz  Martínez est un nom espagnol. Le premier nom de famille, en général paternel, est Cruz ; le second, en général maternel, souvent omis, est Martínez.
Edward Santiago Cruz Martínez, né le 5 juillet 2006 à Bogota, est un coureur cycliste colombien. Il est membre de l'équipe VF Group-Bardiani CSF-Faizané.

## Biographie
Edward Cruz est un jeune coureur cycliste originaire de Bogota, la capitale de la Colombie. En 2022, il se fait remarquer à l'étranger en remportant la version cadet du Tour de Guadeloupe,, après avoir porté le maillot de leader du premier au dernier jour. La même année, il devient champion départemental sur route. Il commence ensuite à concourir sur le circuit junior en Italie. Bon grimpeur, il se distingue lors de la saison 2024 en obtenant trois victoires et diverses places d'honneur dans des compétitions escarpées. Il termine notamment premier de la course Brescia-Monte Magno, ou encore septième du Trofeo Emilio Paganessi, une épreuve inscrite au calendrier de l'UCI. 
Grâce à ses performances, il passe professionnel dès 2025 au sein de la formation VF Group-Bardiani CSF-Faizané. Il y est accompagné par son compatriote et ami Martín Herreño. Comme d'autres jeunes de l'équipe, il bénéficie d'un calendrier aménagé, qui est adapté aux espoirs.

## Palmarès
- 2022
  - Clásica Esteban Chaves
  - Tour de Guadeloupe cadets
- 2024
  - Brescia-Monte Magno
  - Gran Premio Città di Morbegno
  - Collegno-Sestriere
  - 2e du Giro della Brianza
  - 2e de Vittorio Veneto-San Boldo
  - 3e du Memorial Bocca e Roberto
  - 3e du Trofeo Ilario Roberti